# Artère choroïdienne antérieure

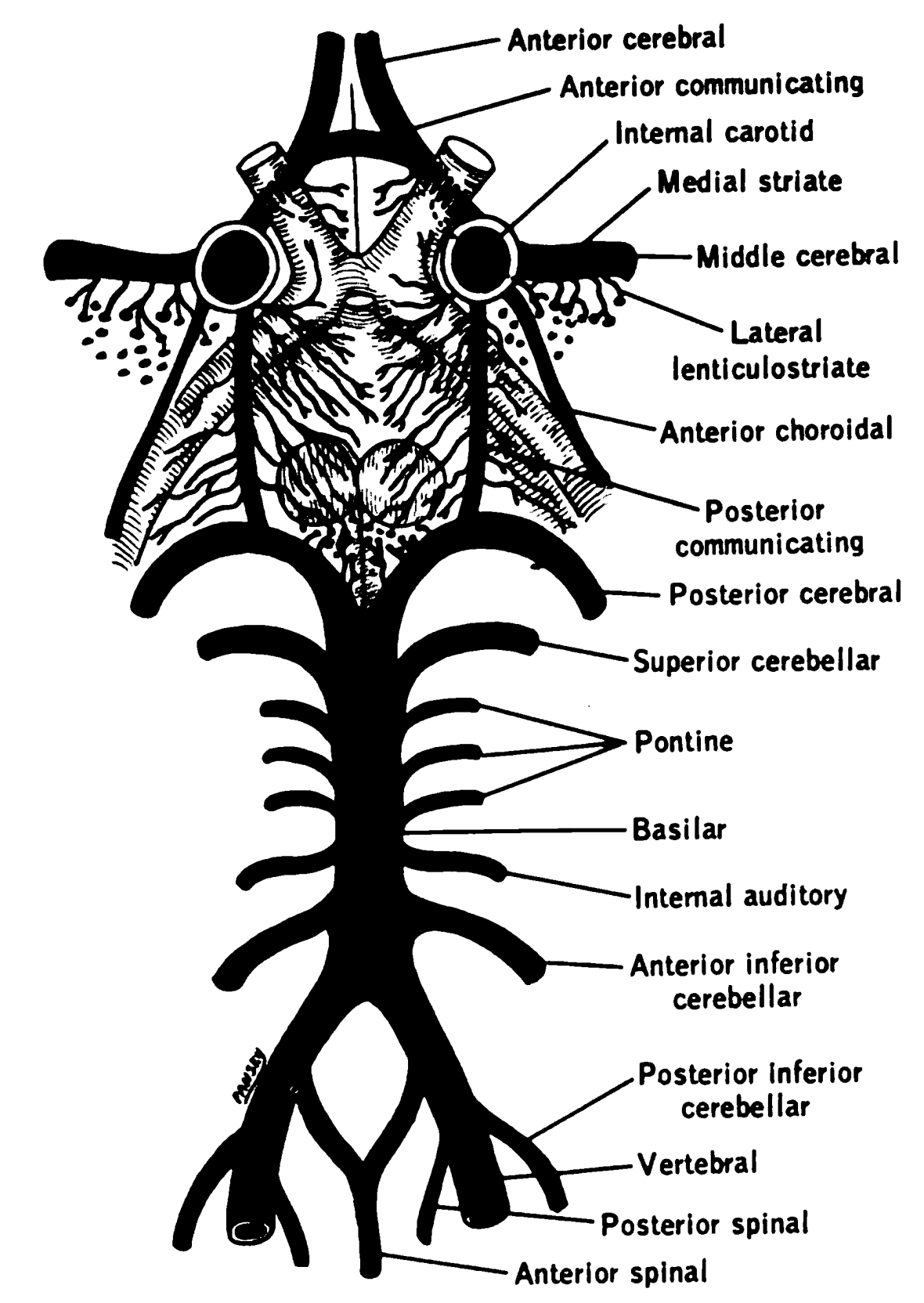
Schéma analogue, l'artère choroïdienne antérieure est légendée en anglais Anterior choroidal

L'artère choroïdienne antérieure est une branche de l'artère carotide interne qui participe à la vascularisation du cerveau.

## Trajet
L'artère choroïdienne antérieure naît de l'artère carotide interne, à proximité de sa division terminale en artères cérébrale moyenne et cérébrale antérieure. Dans environ 15 % des cas, elle naît directement de cette division ou de l'artère cérébrale moyenne. Elle se dirige vers l'arrière en longeant le tractus optique (en) jusqu'aux corps géniculé latéral. Elle traverse ensuite la fissure choroïdienne pour rejoindre le plexus choroïde du ventricule latéral.
Au cours de son trajet, elle donne de nombreux rameaux et assure ainsi la vascularisation de nombreuses structures :
- les plexus choroïdes du ventricule latéral et du troisième ventricule ;
- la substance perforée antérieure ;
- le chiasma optique et le tractus optique ;
- le corps géniculé latéral ;
- le genou et la branche postérieure de la capsule interne ;
- le globus pallidus ;
- la queue du noyau caudé ;
- l’hippocampe ;
- l’uncus ;
- l'amygdale ;
- les noyaux thalamiques ;
- le noyau rouge ;
- la base du pédoncule cérébral.

## Importance clinique
Les conséquences de l'obstruction de l'artère choroïdienne antérieure sont encore mal connues. Toutefois, plusieurs études ont montré qu'un infarctus au niveau de ce territoire peut entraîner une hémiplégie controlatérale (c'est-à-dire du côté opposé du corps), des déficits sensitifs et une hémianopsie homonyme,. D'autres atteintes plus rares ont également été rapportées, par exemple l'apparition d'un syndrome de l'hémisphère mineur.